# Aikanã
Aikanã – plemię Indian południowoamerykańskich, zamieszkujących okolice rzeki Guaporé w brazylijskim stanie Rondônia. Ich liczebność szacuje się na 350 osób (2014). Aikanã początkowo zamieszkiwali tereny przy rzece Tanaru, na zachód od Pimenta Bueno, zostali jednak przesiedleni wraz z plemionami Kwazá i Latundê. Obecnie mieszkają w rezerwacie Terra Indígena Tubarão/Latundê.
Lud ten nazywany był na wiele sposobów, nim ustaliła się obecna nazwa, m.in. Corumbiara, Kasupá, Mundé, Tubarão, Masaca i Huari.
Posługują się izolowanym językiem aikanã. Język ten jest uczony w szkołach w wioskach zamieszkałych przez Aikanã od 1992 roku.